# Base aerea di Fürstenfeldbruck
La base aerea di Fürstenfeldbruck (in tedesco: Fliegerhorst Fürstenfeldbruck, ora Flugplatz Fürstenfeldbruck) è un aeroporto dell'aeronautica militare tedesca vicino alla città di Fürstenfeldbruck in Baviera, vicino a Monaco di Baviera, in Germania.
Fürstenfeldbruck divenne famoso prima come base di addestramento principale per la Luftwaffe tedesca durante la seconda guerra mondiale, poi come luogo del massacro di Monaco di Baviera dove morirono nove atleti e allenatori israeliani (due furono uccisi in precedenza) e un ufficiale di polizia tedesco durante le Olimpiadi estive del 1972. È attualmente inattivo per le operazioni di volo dell'aeronautica tedesca, ma rimane la sede della scuola di addestramento degli ufficiali dell'aeronautica tedesca. Attualmente impianto di addestramento per conducenti BMW Maisach.

## Unità
Dal 1956, Fürstenfeldbruck è stata la sede della scuola di addestramento per ufficiali dell'aeronautica tedesca. Vari velivoli (G-91, Alpha Jet, T-33, Tornado) operarono dalla base fino al 1997 quando tutti i voli furono fermati.
Oggi, Fürstenfeldbruck ospita le seguenti unità:
- HQ 1. Divisione dell'aeronautica
- Scuola ufficiale dell'Aeronautica Militare,
- Scuola di intelligenza fotografica
- Istituto aeromedico dell'aeronautica militare,
- Scuola di geofisica militare
- Settore IT 1
- Scuola guida militare
- Centro medico militare
- Ufficio per gli aiuti alla formazione militare
- Ufficio amministrativo di base

## Storia
La base aerea fu fondata nel 1935, sede della Luftkriegsschule 4 (LKS 4-4a scuola di guerra aerea) della Luftwaffe durante la seconda guerra mondiale . Si dice che il maresciallo di campo Hermann Göring abbia avuto un profondo interesse personale nello stabilire una base di addestramento delle forze aeree per la Luftwaffe e abbia modellato Fürstenfeldbruck ispirandosi al centro di addestramento delle United States Army Air Forces di Randolph Field, in Texas.
La RAF e la USAAF capirono che Fürstenfeldbruck era utilizzato come base di addestramento e ritenevano che avesse poca importanza strategica. Di conseguenza, l'aeroporto sfuggì ai bombardamenti fino alle ultime fasi della guerra.
I bombardamenti alleati iniziarono a colpire molte città tedesche nel 1944 e in ottobre i vertici della Luftwaffe si affrettarono a lavorare per estendere le piste della base aerea abbastanza a lungo da consentire il decollo degli aerei da combattimento. Si dice che migliaia di prigionieri abbiano "accelerato" questo progetto e mentre la guerra si avvicinava alle sue fasi finali, la Luftwaffe fu in grado di schierare i propri caccia sulla base. Ciò, tuttavia, indusse gli alleati a compiere l'unico serio bombardamento sul campo.
Cinquanta bombe colpirono il campo nel pomeriggio del 9 aprile 1945, quando 338 B-17 della 1ª divisione aerea, 8a aeronautica militare, sganciarono 867 tonnellate di bombe su piste, hangar, officine di riparazione e altre strutture.

### Uso USAF
Quando le forze alleate presero possesso del campo alla fine di aprile, scoprirono che i prigionieri di guerra e i cittadini l'avevano saccheggiato fino a spogliarlo di tutto. Fürstenfeldbruck fu occupata dalle forze americane e fu inizialmente la sede di un battaglione del genio. Dopo alcuni lavori di ricostruzione, Fürstenfeldbruck divenne il quartier generale, deposito di sostituzione UAAF / ET (provvisorio) nel novembre 1945. Decine di migliaia di nuovi elementi di rimpiazzo dell'Aeronautica dell'esercito provenienti dalla Zona Interna (ZI), ossia dagli Stati Uniti, arrivarono in treno da Le Havre e furono alloggiati in caserme di pietra per circa una settimana prima di essere assegnati alla loro base finale o ad altra destinazione, a sostituire i veterani avieri collocati in congedo. Gli uffici e l'alloggio del personale erano eccellenti e comprendevano un teatro completamente attrezzato, un natatorio (piscina coperta), una sala mensa e camere da letto per 4 persone, ognuna con il proprio bagno, tutte ospitate in edifici di pietra anziché in baracche di legno o tende.
Diverse altre unità USAAF hanno svolto mansioni di occupazione a Fürstenfeldbruck:
- 70th Fighter Wing (28 luglio - 9 novembre 1945)
- 306th Bomb Group (16 agosto - 13 settembre 1946)

Assegnato al 128º battaglione di sostituzione, deposito di sostituzione AAF / ET. 
- 45th Reconnaissance Group (aprile - giugno 1947)[2]

Il 306th Bomb Group si è impegnato in uno speciale servizio di mappatura fotografica nell'Europa occidentale e nel Nord Africa. Il suo 34º squadrone di ricognizione ha effettuato queste missioni con i B-17. Questo incarico è stato continuato dal 160º squadrone di ricognizione fotografica del 10º gruppo di ricognizione con velivoli F-5 (P-38) e F-6 (P-51).
Durante la prima crisi di Berlino, il 301º gruppo di bombardamento equipaggiato con B-29 fu di stanza a Fürstenfeldbruck per un breve periodo nel luglio/agosto 1948.
Il deposito sostitutivo funzionò fino all'agosto 1948, quando USAFE decise di utilizzare Fürstenfeldbruck come base operativa.

#### 36th Fighter-Bomber Wing

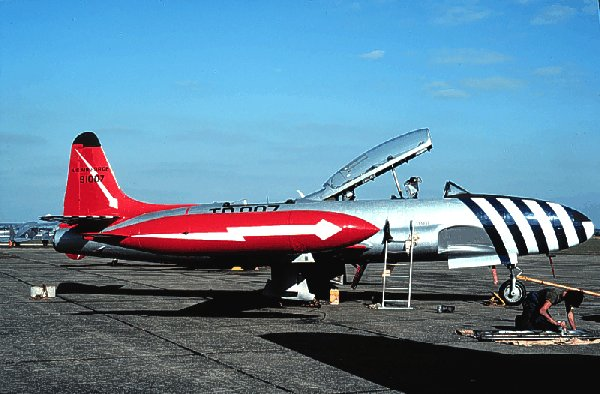
T-33 (ex TF-80C) 49-1007 della 22d FS, 36th Fighter Wing, 1950

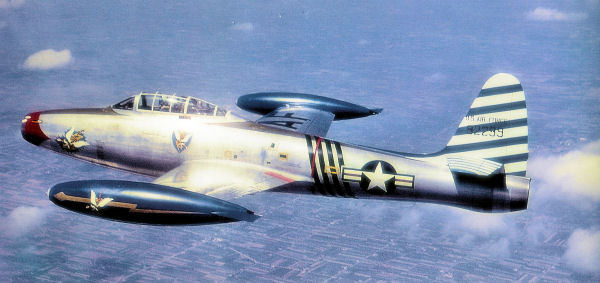
Republic F-84E-10-RE Serial Thunderjet 49-2299 del 23d Fighter-Bomber Squadron, 1951, pilotato dal comandante Col. Robert L. Scott. Notare l'emblema del 23d Fighter Group sul muso; il Col. Scott era una "Tigre volante" in Cina durante la seconda guerra mondiale

Il 13 agosto 1948 il 36th Fighter-Bomber Wing fu assegnato alla base aerea di Fürstenfeldbruck come unità operativa. L'unità fu trasferita in Germania dalla base aerea di Howard, zona del Canale. Quando arrivò in Germania, divenne la prima unità USAFE ad essere equipaggiata con jet Lockheed F-80A/B Shooting Star.
Gli squadroni attivi del 36° FW erano:
- 22d Fighter (F-80A/B, banda di colore rosso)
- 23d Fighter (F-80A/B, banda di colore blu)
- 53d Fighter (F-80A/B, banda di colore verde)

I segni degli squadroni consistevano in una fascia colorata sotto la pinna e un lungo lampo con una punta di freccia all'estremità anteriore, che si estendeva dal muso al centro della fusoliera.
Nel maggio del 1949, HQ USAFE autorizzò il 36º gruppo di caccia a formare la squadra dimostrativa aerea "Skyblazers" per esibirsi in spettacoli aerei nell'area europea e del Mediterraneo. Il nuovo team USAFE Skyblazers di Fürstenfeldbruck AB fece la sua prima esibizione in assoluto nell'ottobre del 1949 al RAF Gütersloh nella zona britannica della Germania allora occupata.
Il 20 gennaio 1950, il 36° FW fu rinominato Fighter-Bomber Wing (FBW) quando arrivarono 89 Republic F-84 Thunderjet. Gli F-80 furono rimandati al CONUS per equipaggiare le unità dell'Aeronautica della Guardia Nazionale.
Gli squadroni hanno mantenuto le stesse colorazioni con i loro F-84, tuttavia le marcature degli F-84 consistevano in una solida forma geometrica dipinta sullo stabilizzatore verticale, appena sopra il numero di chiamata radio, con una lettera maiuscola specifica per ogni aereo al centro. Alla fine questi segni lasciarono il posto a strisce blu / bianche medie inclinate di circa 15 gradi sulle superfici dello stabilizzatore verticale, con i colori dello squadrone dipinti su di esse.
Il 36° FBW rimase a Fürstenfeldbruck fino al 1952 quando fu riassegnato alla base aerea di Bitburg, a ovest del Reno.

#### 117th Tactical Reconnaissance Wing
Il 27 gennaio 1952 il 117th Tactical Reconnaissance Wing della Guardia nazionale aerea si dispiegò in Europa, assegnato alla base aerea di Toul-Rosieres, in Francia . Nel 1952, la base aerea di Toul era incompiuta e non ancora pronta per gli aerei a reazione. Ciò significava che solo il quartier generale era in Francia e i due squadroni RF-80A collegati furono trasferiti in Germania. La 160 alla base aerea di Neubiberg; il 112° e il 157° a Fürstenfeldbruck.
La missione del 1117 TRW era di fornire ricognizione tattica, visiva, fotografica ed elettronica sia di giorno che di notte, come richiesto dalle forze militari all'interno del comando europeo. Gli RF-80 erano responsabili delle operazioni diurne e gli RB-25 per la ricognizione notturna.
La forza era di 15 RB-26C e 14 RF-80A, assegnati come segue:
- 112a ricognizione tattica (RB-26C, strisce gialle sulla coda)
- 157a ricognizione tattica (RF-80A, strisce rosse sulla coda)

Il 9 luglio 1952 il 117th Tactical Reconnaissance Wing fu ritirata dal servizio attivo.

#### 10th Tactical Reconnaissance Wing

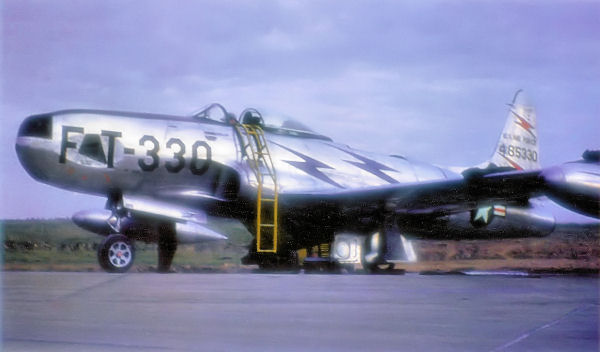
Lockheed P / RF-80A-5-LO Shooting Star Serial 45-8330 del 38 ° Tac Recon Squadron / 10th TRW

Il 9 luglio 1952 il 10th Tactical Reconnaissance Wing fu dispiegato in Europa, riassegnato da Pope Army Air Field, Carolina del Nord. Gli squadroni del 117° TRW furono rinominati come segue:
- 1st Tactical Reconnaissance (RB-26C) (precedentemente 112th TRS)
- 38a ricognizione tattica (RF-80A) (precedentemente 157a TRS)

Il 10th Tactical Reconnaissance Wing fu designato come successore del decimo gruppo di ricognizione della seconda guerra mondiale, ricevendo il suo lignaggio e i relativi onori. Il decimo RG era precedentemente di stanza a Fürstenfeldbruck nel 1947.
Con la ri-designazione del 117° TRW, si è riscontrato che le condizioni della pista della base aerea di Toul erano ancora considerate insoddisfacenti per le operazioni sicure di aeromobili a reazione, tuttavia la base in Francia era stata completata abbastanza perché vi operassero velivoli a elica. Pertanto, il 32° TRS equipaggiato con RF-80 rimase a Fürstenfeldbruck in uno stato schierato, mentre gli RB-26 ad elica furono riassegnati a Toul.
Gli RF-80 del 32° TRS furono ridipinti, con fulmini rossi sugli stabilizzatori verticali e lampi blu sulla fusoliera centrale e sui serbatoi delle punte delle ali.
Il 32° TRS rimase a Fürstenfeldbruck fino al 9 maggio 1953 quando il 10° TRW fu riassegnato alla base aerea di Spangdahlem in Germania come parte di una riorganizzazione USAFE.

#### 7330th Flying Training Wing
Nel novembre del 1953, il 7330th Flying Training Wing fu attivato a Fürstenfeldbruck. La missione era di fornire aggiornamento e addestramento degli istruttori nell'ambito del MAP (Patto di assistenza reciproca), ai Paesi destinatari dei T-33; gestire e mantenere la base aerea di Fürstenfeldbruck; fornire supporto amministrativo e logistico alle unità locali; preparare l'accoglienza e fornire il supporto necessario per le unità tattiche utilizzando Fürstenfeldbruck come base di sosta; e operare e mantenere il poligono di artiglieria di Siegenburg.
Nel 1955 l'occupazione francese, britannica e americana della Germania finì e fu concesso il permesso al governo della Germania occidentale di ristabilire le sue forze armate. Nel 1957 la base aerea di Fürstenfeldbruck divenne una struttura a uso congiunto con la nuova aeronautica della Germania occidentale.
L'utilizzo congiunto continuò fino al 1958, quindi l'organizzazione fu ribattezzata 7367th Flying Training Group fino a quando non fu dismessa nel 1960.

### Olimpiadi di Monaco del 1972
Durante i Giochi della XX Olimpiade del 1972 l'aeroporto internazionale di Monaco fu limitato per un breve periodo per motivi di sicurezza. Alcuni voli turistici civili commerciali arrivarono invece a Fürstenfeldbruck. C'era una presenza di esercito straordinariamente pesante sulla base, con veicoli corazzati che scortavano aerei in atterraggio e armi automatiche in vista nel terminal, qualcosa di inaudito al tempo. Una banda di ottoni militari suonava nel terminal per calmare i nervi dei turisti alla vista di questa straordinaria sicurezza.

### Il "massacro di Monaco"
Il 5 settembre 1972, otto terroristi palestinesi del gruppo Settembre Nero presero in ostaggio undici membri della squadra olimpica israeliana. Due ostaggi furono uccisi in uno degli appartamenti del Villaggio olimpico. Dopo lunghe trattative con funzionari olimpici e governativi, i palestinesi chiesero il trasporto al Cairo attraverso l'aeroporto di Monaco-Riem, ma i negoziatori li convinser a portare invece i loro nove ostaggi sopravvissuti alla base aerea di Fürstenfeldbruck. Gli otto terroristi e i loro nove rimanenti ostaggi israeliani giunsero in due elicotteri dal Villaggio Olimpico a Fürstenfeldbruck, dove un Boeing 727 era in attesa. Cinque cecchini tedeschi della polizia, senza addestramento terroristico specializzato, presero di mira i palestinesi nel tentativo di liberare gli ostaggi. Nel conseguente scontro a fuoco rimasero uccisi tutti e nove gli ostaggi israeliani e un ufficiale di polizia tedesco. Tutti gli ostaggi furono uccisi mentre erano ancora legati negli elicotteri. Dopo il massacro, le autorità tedesche furono oggetto di molte critiche per il modo in cui avevano pianificato ed eseguito il tentativo di salvataggio. L'anno dopo l'evento, in risposta alla crisi degli ostaggi, il governo della Germania occidentale fondò la GSG-9 un'unità antiterrorismo e operazioni speciali della polizia federale tedesca.